# Wappen Neukaledoniens

Wappen Neukaledoniens

Wappen der Regierung Neukaledoniens, farbige Alternative

Das Wappen Neukaledoniens, einer zu  Frankreich gehörigen Inselgruppe im Pazifischen Ozean, ist im heraldischen Sinn kein Wappen, sondern ein Hoheitszeichen.

## Beschreibung
Das Symbol ist eine rahmenlose Zusammenstellung von Objekten, die in der Region eine in der Tradition begründete Verehrung erfahren haben. Alle Objekte sind in Schwarz ausgeführt. Am markantesten ist die Schale eines Perlbootes. Eine schmale endemische Konifere (Araucaria columnaris) ragt hinter dieser Schale aus zwei Wellen empor. Das heraldisch rechts stehende Symbol stellt einen Speer dar, dessen Spitze nach der Tradition der melanesischen Bevölkerung (Kanak) mit Muscheln geschmückt ist, und wird im Allgemeinen als Hauptbestandteil des Emblems betrachtet.

## Symbolik
Der Nautilus kommt in den Gewässern Neukaledoniens vor. Die unteren Wellen stellen das Meer dar. Die Kiefer wird auch Cook-Kiefer genannt, ist aber eine Araukaria.
Der Speer befindet sich in der Regel auf den Dächern der Häuser der Kanaken. Er kann als eine Art Totem (flèche faîtière) aufgefasst werden. Er ist als Emblem auf der Unabhängigkeitsfahne abgebildet, aber auch auf den offiziellen Flaggen der Nordprovinz und der Loyalitätsinseln wiederzufinden.

## Status
Der Kongress Neukaledoniens ist durch Artikel 5 des verfassungsausführenden Gesetzes (loi organique) Nr. 99–209 vom 19. März 1999 dazu berechtigt, Flagge und Wappen für Neukaledonien zu wählen, hat dies aber bisher nicht getan.